# North Dakota
För andra betydelser, se North Dakota (olika betydelser).
North Dakota (äldre svenska: Norddakota) är en delstat i norra USA. Delstatens smeknamn är "Sioux State" ("dakota" är sioux och betyder "bundsförvanter"). North Dakota är den 19:e till ytan största delstaten i USA och den 3:e minst befolkade delstaten – lite fler än 640 000 invånare 2006. Delstaten är den norra halvan av Dakotaterritoriet och fick inträde i unionen 2 november 1889.

## Geografi
Missourifloden flyter genom delstatens västra delar och rinner ut i Lake Sakakawea bakom Garrison Dam. Delstatens västra hälft är kuperad och innehåller brunkol och råolja. I öst flyter Red River i Red River Valley som består av bördig åkermark. Jordbruk har sedan länge dominerat North Dakotas ekonomi och kultur.

## Styre
Delstatens huvudstad är Bismarck och där finns North Dakotas lagstiftande församling, North Dakotas guvernör samt North Dakota Supreme Court. De allmänna universiteten finns i Grand Forks och Fargo. 
USA:s flygvapen har två betydande baser i delstaten: Grand Forks Air Force Base och Minot Air Force Base, där den senare hyser 91st Missile Wing som upprätthåller en del av den amerikansk landbaserade kärnvapenberedskapen med cirka 150 stycken LGM-30G Minuteman III robotar.

## Större städer
De tio största städerna i North Dakota (2006). 
1. Fargo - 90 056
2. Bismarck - 58 533
3. Grand Forks - 50 372
4. Minot - 34 745
5. Dickinson - 15 636
6. Jamestown - 14 813
7. Williston - 12 303
8. Wahpeton - 7 907
9. Devils Lake - 6 718
10. Valley City - 6 388

## Kända personer födda i North Dakota
- Lynn Anderson, sångerska
- Warren Christopher, USA:s utrikesminister 1993-1997
- Angie Dickinson, skådespelare
- Josh Duhamel, skådespelare
- Wiz Khalifa, rappare
- Peggy Lee, sångerska
- Mancur Olson, nationalekonom
- Ann Sothern, skådespelare
- Bobby Vee, sångartist
- Alan Ritchson, skådespelare